# Scala & Kolacny Brothers
Scala & Kolacny Brothers ist ein Frauenchor aus Aarschot in Belgien, der aus über 60 Mitgliedern, Mädchen und jungen Frauen im Alter von 14 bis 24 Jahren, besteht. Geleitet wird er von den Brüdern Stijn und Steven Kolacny. Bekannt wurde der Chor insbesondere durch Adaptionen bekannter Stücke der Pop- und Rockmusik. Bei den Auftritten sind meist etwa 30 bis 40 der Frauen und die beiden Brüder anwesend.

## Geschichte

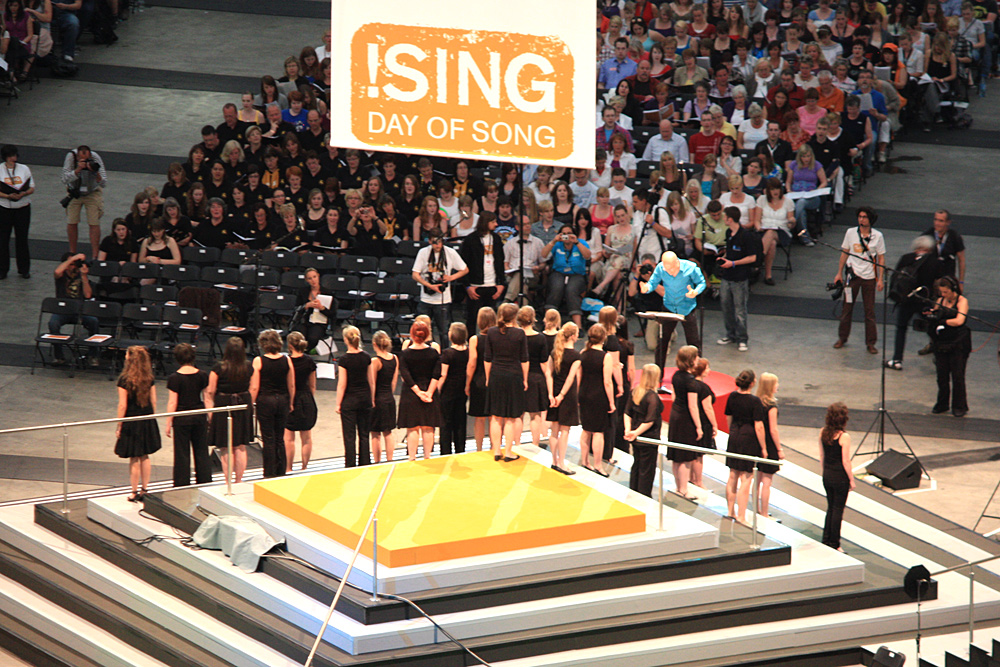
Scala & Kolacny Brothers !SING – DAY OF SONG (2010)

Scala & Kolacny Brothers bei einem Konzert im Backstage in München (2024)

Scala wurde im Jahr 1996 gegründet. Mit 18 Mitgliedern fand die erste Chorprobe am 2. April 1996 statt. Zunächst war der von den beiden Pianisten-Brüdern Kolacny geleitete Chor im klassischen Musikbereich tätig. Nach Auftritten bei Chorfestivals und Wettbewerben wurde Scala in Belgien „Chor des Jahres 1999–2000“.
Mit dem am 1. Dezember 2002 veröffentlichten Album On the Rocks begann der Chor, verschiedene bekannte Pop- und Rocksongs zu interpretieren. Die Arrangements der Stücke für Chorgesang mit Klavier- und auch Schlagzeugbegleitung stammen von Steven Kolacny. Das Album war überaus erfolgreich und wurde vor allem von flämischen Rundfunksendern oft gespielt.
Der Chor tritt heute regelmäßig in verschiedenen Ländern auf. Allein im zweiten Halbjahr 2004 gab es in Deutschland acht Auftritte. Auf der Bühne spielt Steven Kolacny Klavier und Stijn dirigiert den Chor. Scala gab bereits bei den deutschen Radiosendern Fritz, 1 Live und Delta radio Radiokonzerte. Die Brüder Kolacny treten auch als Piano-Duo ohne den Chor auf.
Im September 2008 erschien mit dem Album Paper Plane das erste, das keine Coverversionen, sondern nur eigene Songs von Steven Kolacny enthält. Im gleichen Jahr wurde das Album Dans les yeux d'Aurore veröffentlicht. Es enthält überwiegend Coverversionen des 2002 verstorbenen belgischen Sängers Pierre Rapsat.
Ab 2009 wurde Scalas Coverversion des MIA-Songs Hungriges Herz für einen Fernsehwerbespot der Volks- und Raiffeisenbanken verwendet. Am 5. Juni 2010 traten Scala beim Abschlusskonzert von !Sing – Day of Song in der Veltins-Arena in Gelsenkirchen im Rahmen des Projekts RUHR.2010 – Kulturhauptstadt Europas auf. Am 15. Juli 2010 wurde ein Trailer zu dem Hollywood-Film The Social Network von David Fincher veröffentlicht, der mit Scalas Coverversion des Radiohead-Songs Creep unterlegt ist.
2015 veröffentlichte der Chor nach Grenzenlos sein zweites, rein deutschsprachiges Album Unendlich. Im Jahr 2016 wurde Scalas Lied Gorecki in einer der Episoden aus Staffel zwei der Serie Gotham verwendet. Das David-Bowie-Cover Heroes aus dem Album Solstice ist die Hintergrundmusik zum Trailer des Hollywood-Films Die irre Heldentour des Billy Lynn.
2020 wurde das R.E.M.-Cover von The One I Love aus dem Album Solstice in der Fernsehserie The Good Doctor (Staffel 3, Episode 15) verwendet.
2021 wurde der Song Champagne Supernova von Oasis am Ende der sechsten Staffel der Serie Lucifer verwendet.
2022 wurde in der siebenteiligen ZDF-Dramaserie Gestern waren wir noch Kinder in Episode 3 ihr The-Cure-Cover von Boys don‘t cry, in Episode 6 ihr Radiohead-Cover von Creep und in Episode 7 ihr Metallica-Cover von Nothing Else Matters verwendet.

## Auszeichnungen
- 1999–2002: Choir of the Year der belgischen Chorvereinigung
- 2000, Mai: Gewinner des 48. European Youth Music Festival in Neerpelt, Belgien
- 2002, April: Gewinner des 50. European Youth Music Festival in Neerpelt, Belgien
- 2002, Mai: zweiter Platz beim 51. Florilège Vocal de Tours Chor Wettbewerb in Frankreich
- 2002, Juli: erster Platz beim International Choral Kathaumixw in Powell River (Kanada) Kategorie: zeitgenössische Musik
- 2003: erster Platz beim International Choir Competition in Budapest, Ungarn; Kategorie: „Equal Voice Youth Choirs“
- 2003: Gesamtsieger des 6. Internationalen Chor Wettbewerbes in Österreich
- 2005: Gewinner in der Kategorie Best Classic bei den German Radio Awards

## Diskografie

### Alben

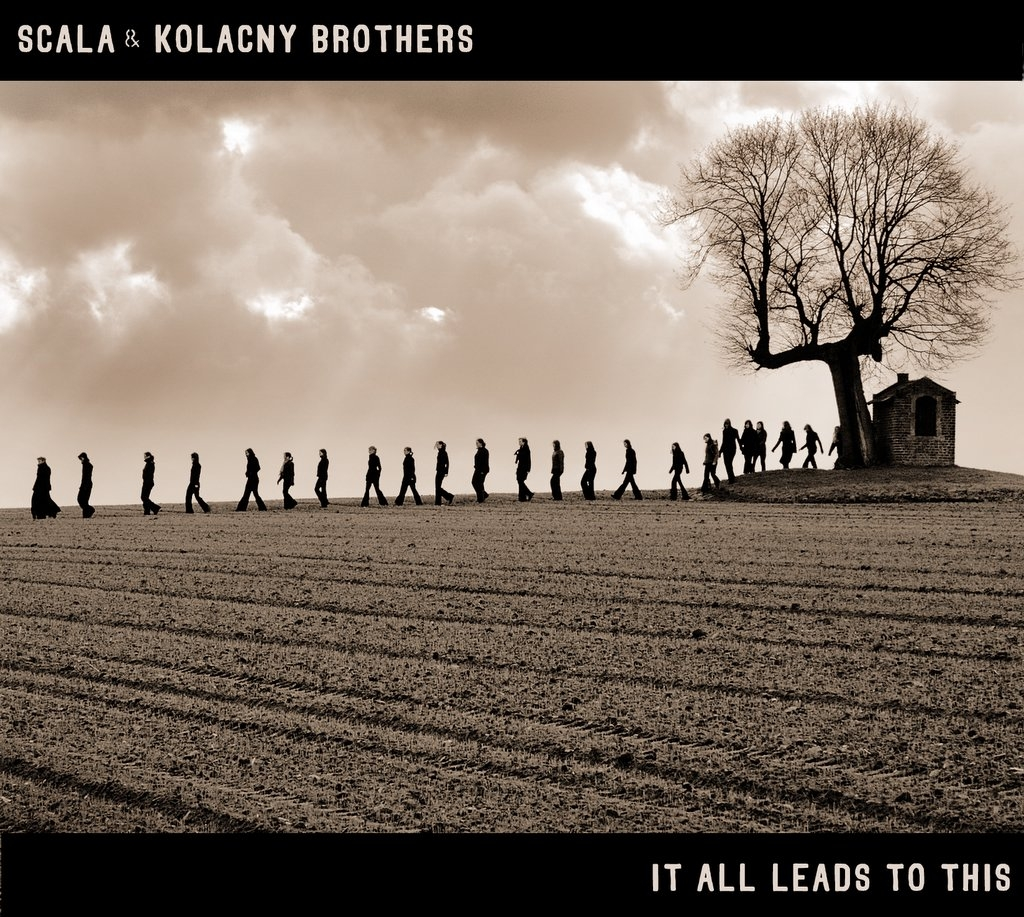
Album-Cover: It All Leads to This

| Jahr | Titel                    | Höchstplatzierung, Gesamtwochen, AuszeichnungChartplatzierungen (Jahr, Titel, Platzierungen, Wochen, Auszeichnungen, Anmerkungen) | Höchstplatzierung, Gesamtwochen, AuszeichnungChartplatzierungen (Jahr, Titel, Platzierungen, Wochen, Auszeichnungen, Anmerkungen) | Höchstplatzierung, Gesamtwochen, AuszeichnungChartplatzierungen (Jahr, Titel, Platzierungen, Wochen, Auszeichnungen, Anmerkungen) | Höchstplatzierung, Gesamtwochen, AuszeichnungChartplatzierungen (Jahr, Titel, Platzierungen, Wochen, Auszeichnungen, Anmerkungen) | Höchstplatzierung, Gesamtwochen, AuszeichnungChartplatzierungen (Jahr, Titel, Platzierungen, Wochen, Auszeichnungen, Anmerkungen) | Anmerkungen                                        |
| Jahr | Titel                    | DE | UK | BEF | BEW | FR | Anmerkungen                                        |
| ---- | ------------------------ | --- | --- | --- | --- | --- | -------------------------------------------------- |
| 2000 | Christmas Time Is Here   | — | — | — | — | — | Erstveröffentlichung: 12. November 2000            |
| 2002 | On the Rocks             | — | — | BEF5 Gold · (17 Wo.)BEF | BEW49 (1 Wo.)BEW | FR13 (19 Wo.)FR | Erstveröffentlichung: 1. Dezember 2002             |
| 2003 | Dream On                 | DE42 (13 Wo.)DE | — | BEF19 (20 Wo.)BEF | BEW14 (21 Wo.)BEW | FR132 (7 Wo.)FR | Erstveröffentlichung: 2003 DE: 2004                |
| 2004 | Respire                  | — | — | BEF50 (9 Wo.)BEF | BEW44 (19 Wo.)BEW | FR36 (12 Wo.)FR | Erstveröffentlichung: 4. Oktober 2004              |
| 2005 | Grenzenlos               | DE42 (5 Wo.)DE | — | — | — | — | Erstveröffentlichung: 10. Oktober 2005             |
| 2006 | It All Leads to This     | — | — | BEF14 (14 Wo.)BEF | BEW29 (11 Wo.)BEW | — | Erstveröffentlichung: 1. September 2006            |
| 2007 | One-Winged Angel         | — | — | BEF49 (5 Wo.)BEF | BEW86 (2 Wo.)BEW | — | Erstveröffentlichung: 23. März 2007                |
| 2008 | Paper Plane              | — | — | BEF28 (4 Wo.)BEF | — | — | Erstveröffentlichung: 11. September 2008           |
| 2008 | Dans les yeux d’aurore   | — | — | — | BEW11 (33 Wo.)BEW | — | Erstveröffentlichung: 14. November 2008            |
| 2010 | Circle                   | DE68 (2 Wo.)DE | — | BEF39 (19 Wo.)BEF | BEW32 (7 Wo.)BEW | — | Erstveröffentlichung: 28. Mai 2010                 |
| 2011 | Very Best Of             | — | — | BEF19 (76 Wo.)BEF | BEW77 (5 Wo.)BEW | — | Erstveröffentlichung: 25. Februar 2011 Kompilation |
| 2011 | Scala & Kolacny Brothers | — | UK82 (1 Wo.)UK | — | — | — | Erstveröffentlichung: 3. Juni 2011 Kompilation     |
| 2012 | December                 | — | — | BEF12 (13 Wo.)BEF | BEW82 (6 Wo.)BEW | — | Erstveröffentlichung: 9. November 2012             |
| 2013 | Black Moon               | — | — | — | — | — | Erstveröffentlichung: Oktober 2013                 |
| 2015 | Et si on était des anges | — | — | BEF106 (8 Wo.)BEF | BEW68 (10 Wo.)BEW | FR179 (1 Wo.)FR | Erstveröffentlichung: 27. Februar 2015             |
| 2015 | Unendlich                | DE64 (2 Wo.)DE | — | — | — | — | Erstveröffentlichung: 22. Mai 2015                 |
| 2016 | Solstice                 | — | — | — | — | — | Erstveröffentlichung: 24. Juni 2016                |

### Singles
| Jahr | Titel Album                          | Höchstplatzierung, Gesamtwochen, AuszeichnungChartplatzierungen (Jahr, Titel, Album, Platzierungen, Wochen, Auszeichnungen, Anmerkungen) | Höchstplatzierung, Gesamtwochen, AuszeichnungChartplatzierungen (Jahr, Titel, Album, Platzierungen, Wochen, Auszeichnungen, Anmerkungen) | Höchstplatzierung, Gesamtwochen, AuszeichnungChartplatzierungen (Jahr, Titel, Album, Platzierungen, Wochen, Auszeichnungen, Anmerkungen) | Höchstplatzierung, Gesamtwochen, AuszeichnungChartplatzierungen (Jahr, Titel, Album, Platzierungen, Wochen, Auszeichnungen, Anmerkungen) | Anmerkungen                                                 |
| Jahr | Titel Album                          | DE | UK | BEF | BEW | Anmerkungen                                                 |
| ---- | ------------------------------------ | --- | --- | --- | --- | ----------------------------------------------------------- |
| 2004 | Engel Respire                        | DE89 (1 Wo.)DE | — | — | — | Erstveröffentlichung: 2004                                  |
| 2004 | Schrei nach Liebe                    | DE52 (9 Wo.)DE | — | — | — | Erstveröffentlichung: 27. September 2004                    |
| 2005 | Last Christmas December              | DE96 (3 Wo.)DE | — | — | — | Erstveröffentlichung: 2005                                  |
| 2007 | I Fail Registrated                   | — | — | BEF5 (24 Wo.)BEF | — | Erstveröffentlichung: 2007 Regi & Scala                     |
| 2008 | Jardin secret Dans les yeux d’aurore | — | — | — | BEW36 (2 Wo.)BEW | Erstveröffentlichung: November 2008                         |
| 2009 | Louise Unter dem Eis                 | DE29 (6 Wo.)DE | — | — | — | Erstveröffentlichung: 6. November 2009 Eisblume feat. Scala |
| 2015 | Elegantly Wasted Voices              | — | — | BEF14 (5 Wo.)BEF | — | Erstveröffentlichung: 13. November 2015 Regi & Scala        |

Weitere Singles
- 2002: Road to Freedom (Road to Freedom; Erstveröffentlichung: 2002; Sergio & Scala)
- 2005: With or Without You / Clandestino (Respire[10]; Erstveröffentlichung: 2005)
- 2007: Friday I’m in love / Somebody (One-Winged Angel; Erstveröffentlichung: 2007)
- 2008: Raintears (Paper Plane; Erstveröffentlichung: 29. August 2008)
- 2008: Seashell
- 2008: Paper Plane (Erstveröffentlichung: 17. Oktober 2008)[11]
- 2010: België (Erstveröffentlichung: 4. Januar 2010)[12]

### Weitere Kollaborationen
- 2005 – Indochine feat. Scala Starlight
- 2007 – Nena feat. Scala Ein Lied
- 2008 – Koen Wauters (Clouseau) feat. Scala Have a Nice Day
- 2010 – Regi feat. Scala Chasing Dreams
- 2011 – Kool Savas feat. Scala Nichts bleibt mehr